# مارك سمول
مارك سمول (بالإنجليزية: Mark Small)‏ هو لاعب كرة قاعدة أمريكي، ولد في 12 نوفمبر 1967 في بورتلاند في الولايات المتحدة، وتوفي في 22 أكتوبر 2013 في إدموندز في الولايات المتحدة.

## وصلات خارجية
- مارك سمول على موقعبيزبول رفرنس.كوم (الدوري الرئيسي) (الإنجليزية)
- مارك سمول على موقعبيزبول رفرنس.كوم (الدوري الثانوي) (الإنجليزية)
- مارك سمول على موقع مشجعي الرسوم البيانية (الإنجليزية)